# Europees kampioenschap voetbal vrouwen onder 19
Het Europees kampioenschap voetbal vrouwen onder 19, kortweg EK vrouwen onder 19, is een jaarlijks terugkerend voetbaltoernooi tussen Europese nationale vrouwenteams met spelers onder de 19 jaar. Spelers die ouder zijn mogen echter wel meedoen als zij maximaal 19 jaar zijn op het moment dat de kwalificatie voor een toernooi begint. Zo kunnen er dus spelers van 18 jaar aan een toernooi meedoen. Door middel van voorrondes plaatsen landen zich, waarna in anderhalve week tijd bepaald wordt welk land het beste van Europa is. In de jaren die deelbaar door vier zijn kan op het EK plaatsing voor de Wereldkampioenschap voetbal vrouwen onder 20 worden behaald door het bereiken van de halve finale van dat EK.
Het toernooi wordt sinds het seizoen 1997/98 georganiseerd door de Europese voetbalbond UEFA, toen nog als een onder 18 toernooi. Vanaf het seizoen 2001/02 werd het een toernooi voor onder 19. Het eerste toernooi werd met thuis- en uitwedstrijden gespeeld. Daarna vond het toernooi telkens in een gastland plaats.

## Top-4
| Europees kampioenschap vrouwen onder 18 | Europees kampioenschap vrouwen onder 18 | Europees kampioenschap vrouwen onder 18     | Europees kampioenschap vrouwen onder 18     | Europees kampioenschap vrouwen onder 18     | Europees kampioenschap vrouwen onder 18     | Europees kampioenschap vrouwen onder 18     | Europees kampioenschap vrouwen onder 18     |
| Editie                                  | Gastland                                | Kampioen                                    | Uitslag(en)                                 | 2e plaats                                   | Halvefinalisten                             | Halvefinalisten                             | Halvefinalisten                             |
| --------------------------------------- | --------------------------------------- | ------------------------------------------- | ------------------------------------------- | ------------------------------------------- | ------------------------------------------- | ------------------------------------------- | ------------------------------------------- |
| 1998                                    |                                         | Denemarken                                  | 2-0, 2-3                                    | Frankrijk                                   | Duitsland + Zweden                          | Duitsland + Zweden                          | Duitsland + Zweden                          |
| Editie                                  | Gastland                                | Kampioen                                    | Uitslag(en)                                 | 2e plaats                                   | 3e plaats                                   | Uitsag                                      | 4e plaats                                   |
| 1999                                    | Zweden                                  | Zweden                                      | *                                           | Duitsland                                   | Italië                                      | *                                           | Noorwegen                                   |
| 2000                                    | Frankrijk                               | Duitsland                                   | 4-2                                         | Spanje                                      | Zweden                                      | *                                           | Frankrijk                                   |
| 2001                                    | Noorwegen                               | Duitsland                                   | 3-2                                         | Noorwegen                                   | Denemarken                                  | 1-0                                         | Spanje                                      |
|                                         |                                         |                                             | * Klasseringen in groepsfase bepaald        |                                             |                                             |                                             |                                             |
| Europees kampioenschap vrouwen onder 19 |                                         |                                             |                                             |                                             |                                             |                                             |                                             |
| Editie                                  | Gastland                                | Kampioen                                    | Uitslag(en)                                 | 2e plaats                                   | Halvefinalisten                             | Halvefinalisten                             | Halvefinalisten                             |
| 2002                                    | Zweden                                  | Duitsland                                   | 3-1                                         | Frankrijk                                   | Denemarken + Engeland                       | Denemarken + Engeland                       | Denemarken + Engeland                       |
| 2003                                    | Duitsland                               | Frankrijk                                   | 2-0                                         | Noorwegen                                   | Engeland + Zweden                           | Engeland + Zweden                           | Engeland + Zweden                           |
| 2004                                    | Finland                                 | Spanje                                      | 2-1                                         | Duitsland                                   | Italië + Rusland                            | Italië + Rusland                            | Italië + Rusland                            |
| 2005                                    | Hongarije                               | Rusland                                     | 2-2 ns (6-5)                                | Frankrijk                                   | Duitsland + Finland                         | Duitsland + Finland                         | Duitsland + Finland                         |
| 2006                                    | Zwitserland                             | Duitsland                                   | 3-0                                         | Frankrijk                                   | Denemarken + Rusland                        | Denemarken + Rusland                        | Denemarken + Rusland                        |
| 2007                                    | IJsland                                 | Duitsland                                   | 2-0 nv                                      | Engeland                                    | Frankrijk + Noorwegen                       | Frankrijk + Noorwegen                       | Frankrijk + Noorwegen                       |
| 2008                                    | Frankrijk                               | Italië                                      | 1-0                                         | Noorwegen                                   | Duitsland + Zweden                          | Duitsland + Zweden                          | Duitsland + Zweden                          |
| 2009                                    | Wit-Rusland                             | Engeland                                    | 2-0                                         | Zweden                                      | Frankrijk + Zwitserland                     | Frankrijk + Zwitserland                     | Frankrijk + Zwitserland                     |
| 2010                                    | Macedonië                               | Frankrijk                                   | 2-1                                         | Engeland                                    | Duitsland + Nederland                       | Duitsland + Nederland                       | Duitsland + Nederland                       |
| 2011                                    | Italië                                  | Duitsland                                   | 8-1                                         | Noorwegen                                   | Italië + Zwitserland                        | Italië + Zwitserland                        | Italië + Zwitserland                        |
| 2012                                    | Turkije                                 | Zweden                                      | 1-0 nv                                      | Spanje                                      | Denemarken + Portugal                       | Denemarken + Portugal                       | Denemarken + Portugal                       |
| 2013                                    | Wales                                   | Frankrijk                                   | 2-0 nv                                      | Engeland                                    | Duitsland + Finland                         | Duitsland + Finland                         | Duitsland + Finland                         |
| 2014                                    | Noorwegen                               | Nederland                                   | 1-0                                         | Spanje                                      | Ierland + Noorwegen                         | Ierland + Noorwegen                         | Ierland + Noorwegen                         |
| 2015                                    | Israël                                  | Zweden                                      | 3-1                                         | Spanje                                      | Duitsland + Frankrijk                       | Duitsland + Frankrijk                       | Duitsland + Frankrijk                       |
| 2016                                    | Slowakije                               | Frankrijk                                   | 2-1                                         | Spanje                                      | Nederland + Zwitserland                     | Nederland + Zwitserland                     | Nederland + Zwitserland                     |
| 2017                                    | Noord-Ierland                           | Spanje                                      | 3-2                                         | Frankrijk                                   | Duitsland + Nederland                       | Duitsland + Nederland                       | Duitsland + Nederland                       |
| 2018                                    | Zwitserland                             | Spanje                                      | 1-0                                         | Zwitserland                                 | Denemarken + Noorwegen                      | Denemarken + Noorwegen                      | Denemarken + Noorwegen                      |
| 2019                                    | Schotland                               | Frankrijk                                   | 2-1                                         | Duitsland                                   | Nederland + Spanje                          | Nederland + Spanje                          | Nederland + Spanje                          |
| 2020                                    | Georgië                                 | toernooi geannuleerd door de coronapandemie | toernooi geannuleerd door de coronapandemie | toernooi geannuleerd door de coronapandemie | toernooi geannuleerd door de coronapandemie | toernooi geannuleerd door de coronapandemie | toernooi geannuleerd door de coronapandemie |
| 2021                                    | Wit-Rusland                             | toernooi geannuleerd door de coronapandemie | toernooi geannuleerd door de coronapandemie | toernooi geannuleerd door de coronapandemie | toernooi geannuleerd door de coronapandemie | toernooi geannuleerd door de coronapandemie | toernooi geannuleerd door de coronapandemie |
| 2022                                    | Tsjechië                                | Spanje                                      | 2-1                                         | Noorwegen                                   | Zweden + Frankrijk                          | Zweden + Frankrijk                          | Zweden + Frankrijk                          |
| 2023                                    | België                                  | Spanje                                      | 0-0 ns (3-2)                                | Duitsland                                   | Frankrijk + Nederland                       | Frankrijk + Nederland                       | Frankrijk + Nederland                       |
| 2024                                    | Litouwen                                | Spanje                                      | 2-1 n.v.                                    | Nederland                                   | Engeland + Frankrijk                        | Engeland + Frankrijk                        | Engeland + Frankrijk                        |
| 2025                                    | Polen                                   | nnb                                         | nnb                                         | nnb                                         | nnb                                         | nnb                                         | nnb                                         |

1998 · 
Zweden 1999 · 
Frankrijk 2000 · 
Noorwegen 2001 · 
Zweden 2002 · 
Duitsland 2003 · 
Finland 2004 · 
Hongarije 2005 · 
Zwitserland 2006 · 
IJsland 2007 · 
Frankrijk 2008 · 
Wit-Rusland 2009 · 
Macedonië 2010 · 
Italië 2011 · 
Turkije 2012 · 
Wales 2013 ·
Noorwegen 2014 ·
Israël 2015 ·
Slowakije 2016 ·
Noord-Ierland 2017 ·
Zwitserland 2018 ·
Schotland 2019 ·
Georgië 2020·
Wit-Rusland 2021 ·
Tsjechië 2022 ·
België 2023 ·
Litouwen 2024 ·
Wit-Rusland 2025 ·